# Sotta
Sotta település Franciaországban, Corse-du-Sud megyében. Lakosainak száma 1866 fő (2022. január 1.). Sotta Bonifacio, Figari, Levie és Porto-Vecchio községekkel határos.

## Népesség
A település népessége az elmúlt években az alábbi módon változott:
| Lakosok száma | 578  | 726  | 762  | 863  | 1123 | 1290 | 1371 | 1401 | 1556 | 1866 |
|               | 1968 | 1982 | 1990 | 2006 | 2013 | 2015 | 2017 | 2019 | 2020 | 2022 |